# 科律克索的海屯

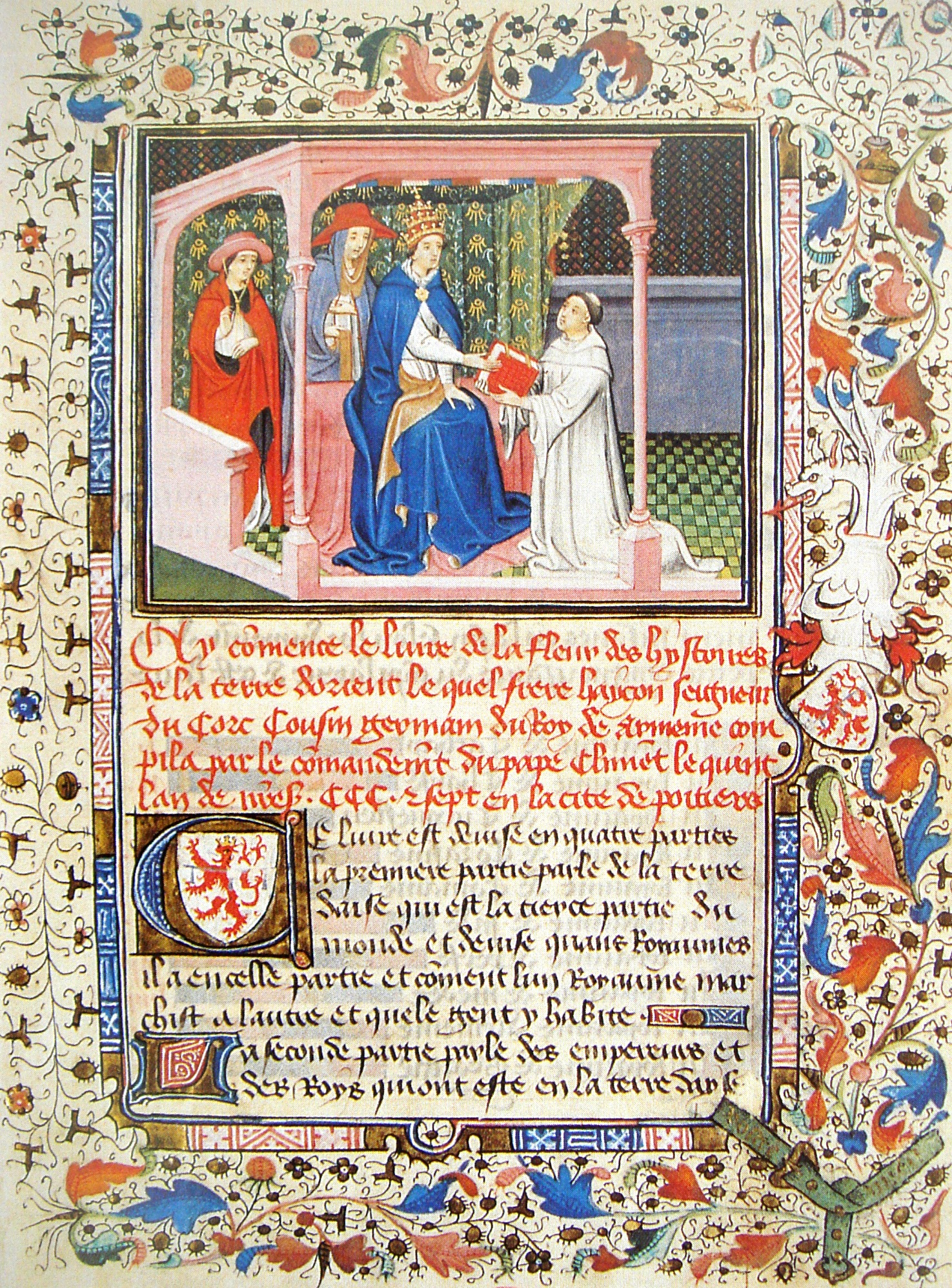
海屯的著作La Flor des Estoires中的插图，其中海屯正在向教宗克勉五世做关于蒙古人的报告，时为1307年。

科律克索的海屯（1240 - c.1310-1320），又称海屯修士，或海顿修士，是海屯一世的兄弟。1293年反叛其侄子海屯二世（海屯一世的孙子），次年被流放到Hethum。海屯口授Nicholas Falcon著《东方史之花》（La Flor des Estoires d'Orient），先以法文写出，1307年译为拉丁文，广为流布。后在塞浦路斯成为修士，在贝拉佩斯修道院加入普利孟特瑞会。

## 生平

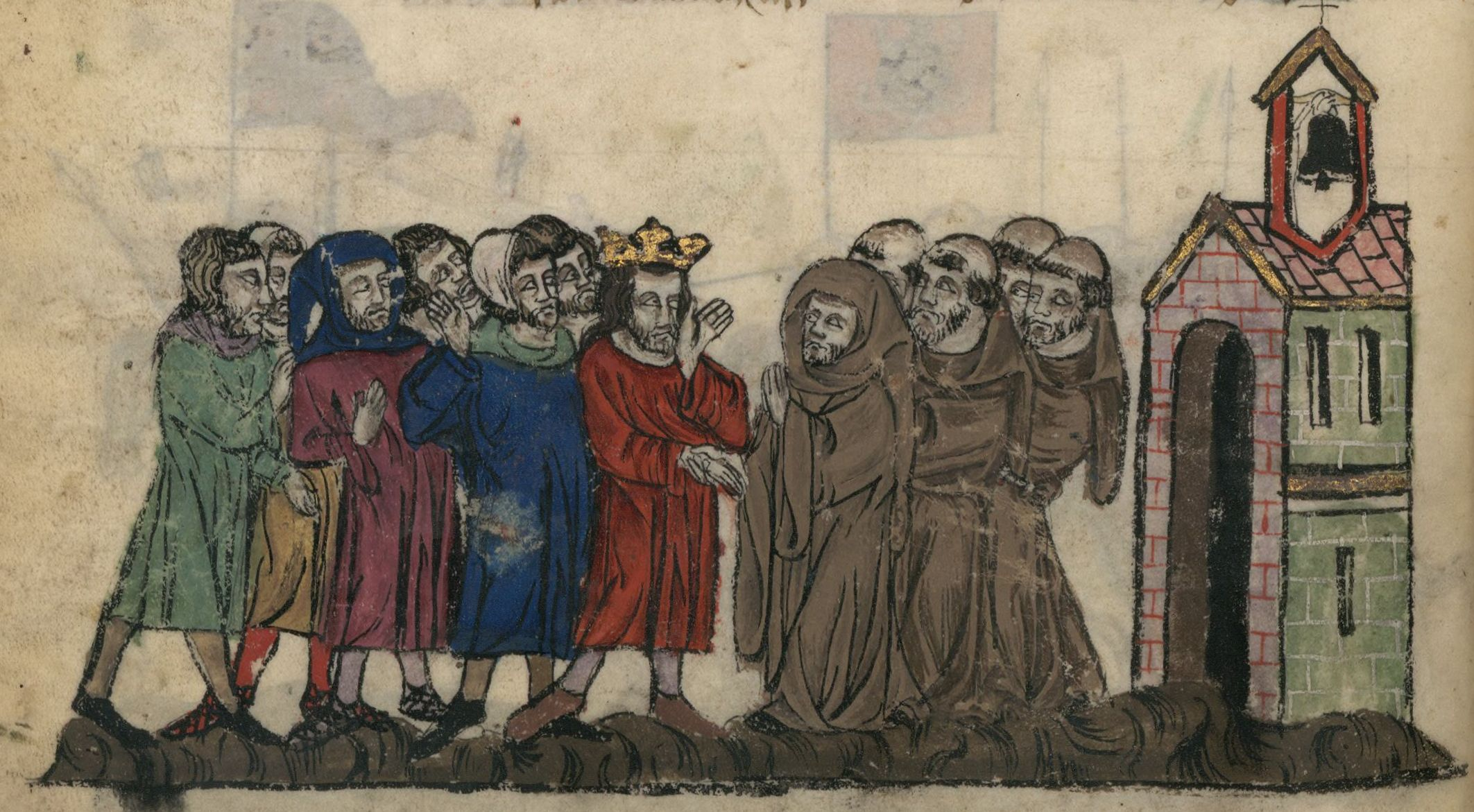
海屯一世 走入普利孟特瑞会。

## 东方史之花
海屯在法国编制了一部关于亚洲的地理集，称为  (拉丁語："东方史之花"). 
此书有四部分，长度不等，第三本关于鞑靼人的最重要，以至于后人经常把这部书称为“鞑靼人之史”。